# Anemone wilczekii
Anemone wilczekii är en ranunkelväxtart som beskrevs av F.O. Wolf och Gustav Hegi. Anemone wilczekii ingår i släktet sippor, och familjen ranunkelväxter. Inga underarter finns listade i Catalogue of Life.